# Stylosomus xantholus
Stylosomus xantholus là một loài bọ cánh cứng trong họ Chrysomelidae. Loài này được Rey miêu tả khoa học năm 1885.